# Marmosa paraguayana
Marmosa paraguayana és un marsupial omnívor arborícola de la família dels didèlfids. Els insectes són un component important de la seva dieta. És nadiu dels boscos costaners atlàntics del Brasil i el Paraguai.